# Physalia
Physalia är ett släkte av nässeldjur. Physalia ingår i familjen Physaliidae, ordningen Siphonophora, klassen hydrozoer, fylumet nässeldjur och riket djur.
Släktet innehåller bara arten Physalia physalis. Physalia är enda släktet i familjen Physaliidae.